# Heves Vármegyei Büntetés-végrehajtási Intézet
A Heves Vármegyei Büntetés-végrehajtási Intézet büntetés-végrehajtási szerv Heves vármegye székhelyén, Egerben (Törvényház u. 2.). Költségvetési szerv, jogi személy. 
Alaptevékenysége a külön kijelölés által meghatározott körben:
- az előzetes letartóztatással,
- a felnőtt korú női elítéltek börtön fokozatú szabadságvesztésével,
- a biztonsági és egyéb fontos okból elhelyezett elítéltek szabadságvesztésével, továbbá
- az elzárással

összefüggő büntetés-végrehajtási feladatok ellátása. 
Felügyeleti szerve a Belügyminisztérium, szakfelügyeletet ellátó szerve a Büntetés-végrehajtás Országos Parancsnoksága.

## Története
A fogház épülete a Királyi Törvényszéki Törvényház részeként 1906 és 1908 között épült Wagner Gyula tervei alapján. Alapító okirata szerint 1908-ban létesítették, a rabokat ez évben telepítették át a vármegyeháza udvarán lévő vármegyei börtönből.
- A fogvatartottak iskolai oktatása és munkáltatása a kezdetektől megoldott volt. Az elítéltekkel cipőjavítást, nyomdai munkát, kisipari jellegű kézimunkákat végeztettek. A fogház földterülettel is rendelkezett a város határában, ahol a konyhakerteket rabok művelték

- A fogvatartottak részleges foglalkoztatása jelenleg költségvetési keretek között zajlik.

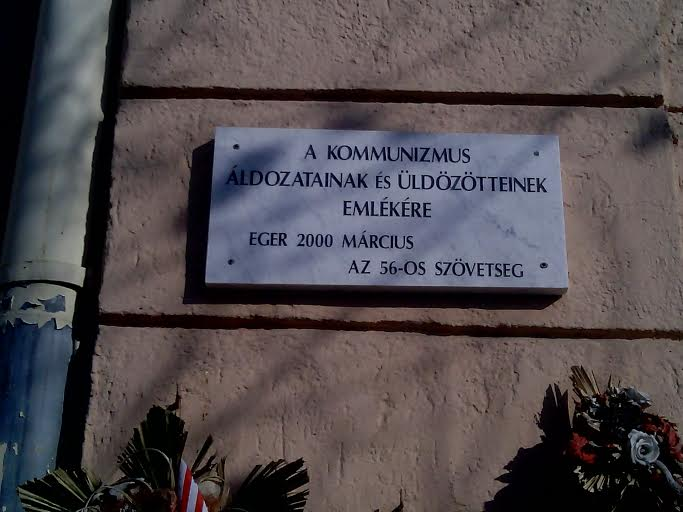
1956-os emléktábla a börtön falán
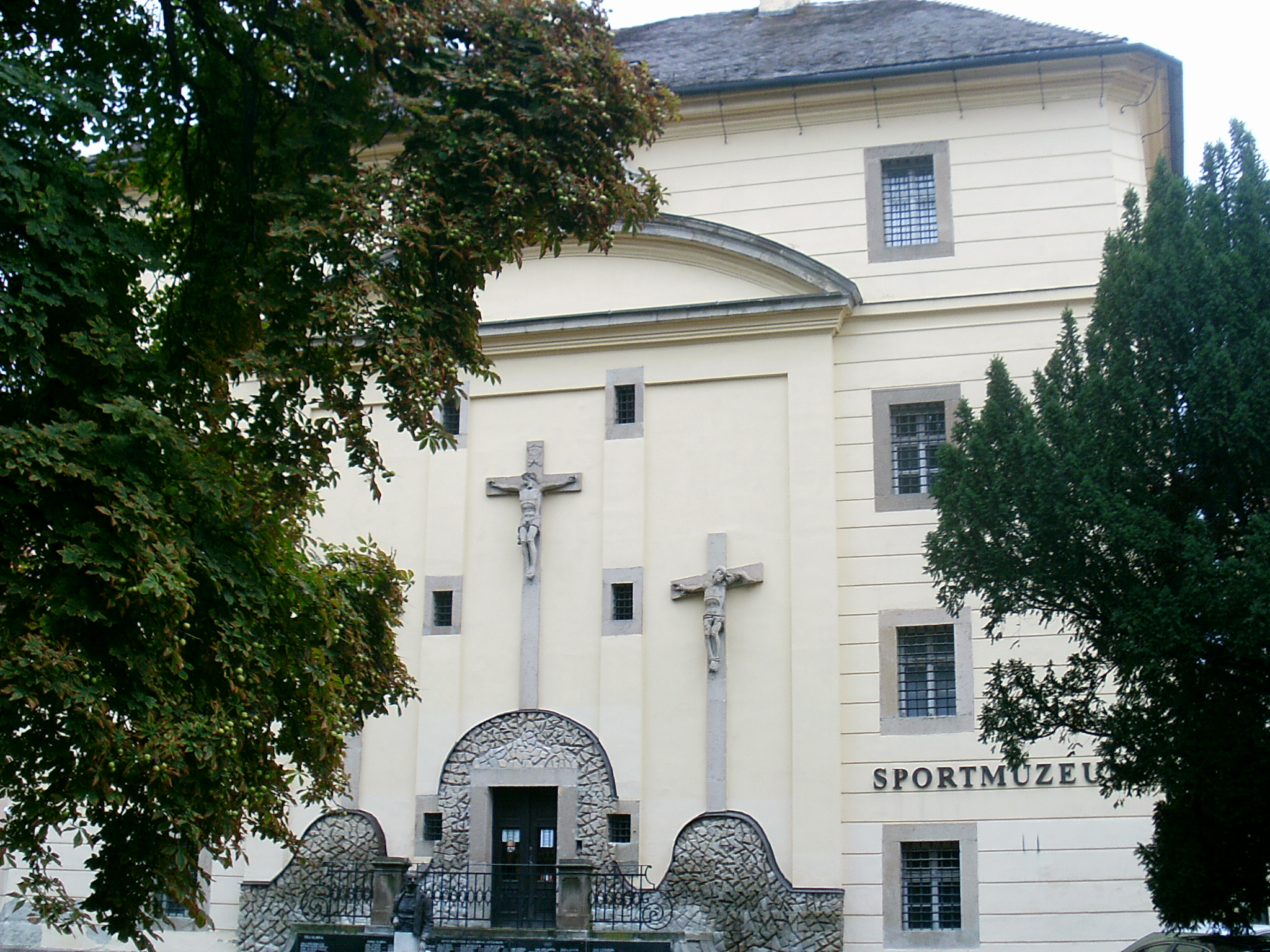
a középkori börtönépület a (Vár)megyeháza udvarán, most a Heves Megyei Sportmúzeum működik benne
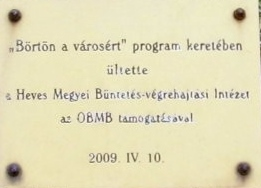
A „Börtön a városért”-program emléktáblája az Érsekkertben
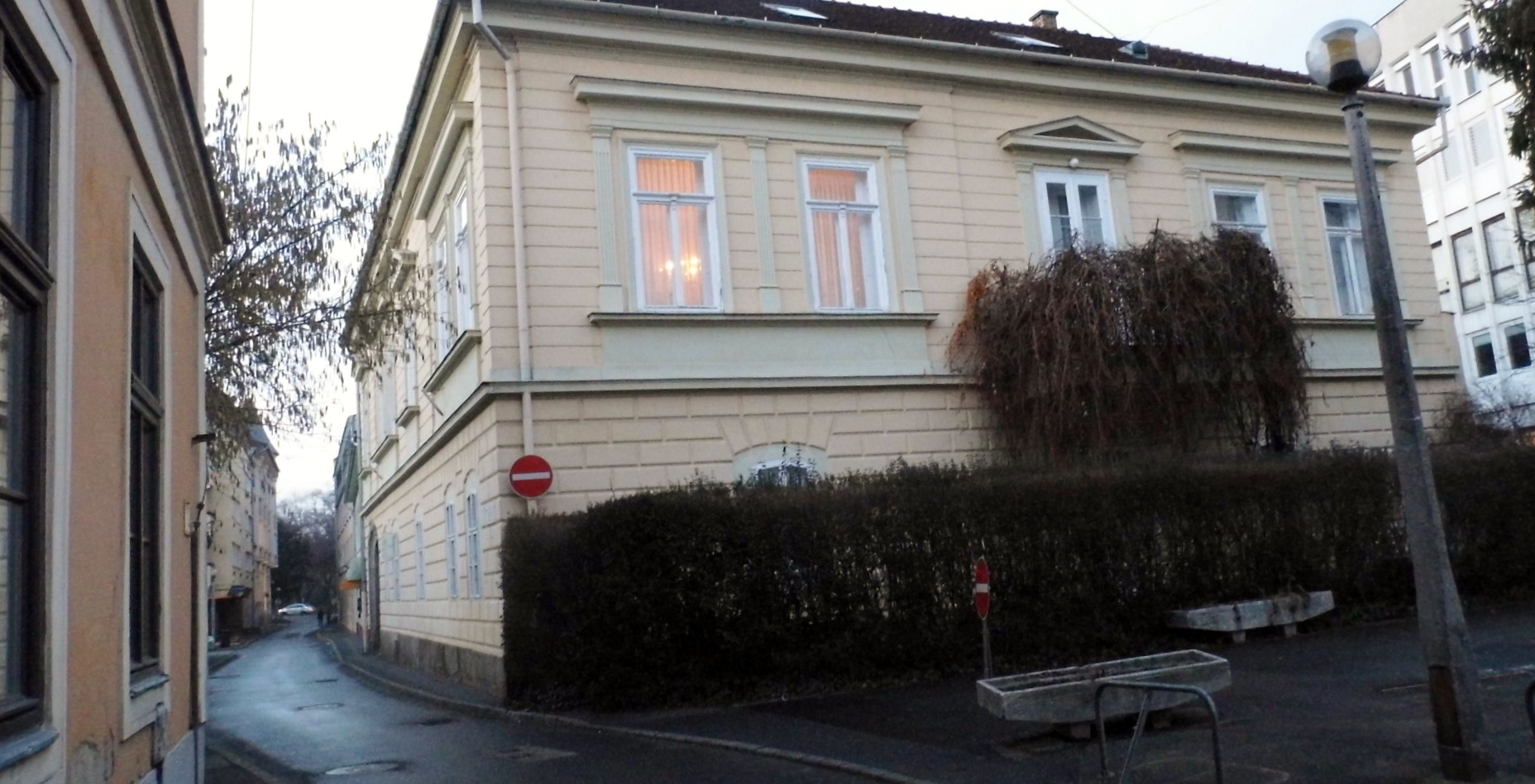
A börtön XIX. századi épülete a Tárkányi Béla utcában